# Prionotolytta
Prionotolytta là một chi bọ cánh cứng trong họ Meloidae.
Chi này được miêu tả khoa học năm 1909 bởi Péringuey.

## Các loài
Các loài trong chi này gồm:
- Prionotolytta binotata (Péringuey, 1888)
- Prionotolytta pretoriana Kaszab, 1981
- Prionotolytta zimbabweana Kaszab, 1981
- Prionotolytta zumpti Kaszab, 1981